# Phytomyza ovimontis
Phytomyza ovimontis este o specie de muște din genul Phytomyza, familia Agromyzidae, descrisă de Griffiths în anul 1976. Conform Catalogue of Life specia Phytomyza ovimontis nu are subspecii cunoscute.